# 니시오 다다나가
니시오 다다나가(일본어: 西尾忠永, 1584년 ~ 1620년 2월 17일)는 아즈치모모야마 시대부터 에도 시대 전기까지의 무장, 다이묘이다. 도쿠가와씨의 가신. 무사시 하라이치 번 제2대 번주, 고즈케 시로이 번주, 히타치 쓰치우라 번 초대 번주를 지냈다. 요코스카 번 니시오 가(横須賀藩西尾家) 제2대 당주.
친부는 사카이 시게타다이며 에도 막부 다이로 사카이 다다요는 다다나가의 친형이다. 하라이치 선대 번주 니시오 요시쓰구의 딸과 혼인하여 요시쓰구의 데릴사위로서 니시오 가의 가독을 이었다.
| 전임 니시오 요시쓰구 | 제2대 하라이치 번 번주 (니시오가) 1606년 ~ 1616년 | 후임 폐번 |

| 전임 이이 나오타카 | 시로이 번 번주 (니시오가) 1616년 ~ 1618년 | 후임 혼다 노리사다 |

| 전임 마쓰다이라 노부요시 | 제1대 쓰치우라 번 번주 (니시오가) 1618년 ~ 1620년 | 후임 니시오 다다테루 |